# Guiorgui Tskhovrebadze
Guiorgui Tskhovrebadze (en géorgien: გიორგი ცხოვრებაძე), né le 23 février 1999, est un développeur et entrepreneur géorgien. Il est un des cofondateurs de RehabGlove et son Président directeur général,. Il est aussi l'un des créateurs du jeu web populaire Wild Ones Remake.

## Carrière

### Jeux vidéo
En 2012, Guiorgui devient créateur de contenu graphique pour Stick Run, un jeu populaire sur Facebook, et qui a maintenant[Quand ?] plus de 50 millions de joueurs. Il quitte l’équipe de Stick Run en 2013, et commence à créer ses propres jeux sur la plateforme Facebook, comme Fly and Smash, qui atteint un demi-million de joueurs et plus de 400 000 fans sur sa page Facebook.
Puis en 2016, Guiorgui et deux développeurs tunisiens (Ahmed Selmi et Iyed Ben Hadj Dahmen) recréent un jeu web nommé Wild Ones Remake, qui connaît un succès rapide. Wild Ones Remake a plus d'un million de joueurs et c'est maintenant[Quand ?] l'un des jeux les plus populaires de la sous-catégorie Role-Games sur Facebook[réf. nécessaire].

### RehabGlove
Guiorgui Tskhovrebadze cofonde en 2016 la start-up RehabGlove, dont il prend la tête en tant que président-directeur général. L'objectif de RehabGlove est de créer des exosquelettes pour les victimes d’accidents ayant besoin de réadaptation. Après la fondation de l'entreprise, RehabGlove reçoit de multiples prix de grandes entreprises comme Microsoft et Seedstars. Microsoft a nommé RehabGlove « La meilleure innovation dans les régions Europe Centrale-Orientale et Asie Centrale » durant la conférence régionale de Seedstars en Kyiv, Ukraine. Seedstars a nommé RehabGlove « La startup la plus prometteuse en Géorgie ».
En février 2017, RehabGlove se présente au congrès international Mobile World Congress en Barcelone et figure parmi les 10 meilleures startups,,.
En avril 2018, RehabGlove participe à la compétition Seedstars World Summit en Suisse.